# Cyphobrembana
Cyphobrembana är ett släkte av kräftdjur. Cyphobrembana ingår i familjen Trichoniscidae.
Kladogram enligt Catalogue of Life:
| Cyphobrembana | \| \| Cyphobrembana gibbosa \| \| \| \| \| \| Cyphobrembana malanchinii \| \| \| \| \| \| Cyphobrembana pellegrinensis \| \| \| \| |
|               | \| \| Cyphobrembana gibbosa \| \| \| \| \| \| Cyphobrembana malanchinii \| \| \| \| \| \| Cyphobrembana pellegrinensis \| \| \| \| |
|               | Cyphobrembana gibbosa |
|               | |
|               | Cyphobrembana malanchinii |
|               | |
|               | Cyphobrembana pellegrinensis |
|               | |